# Multiclavula samuelsii
Multiclavula samuelsii é uma espécie de fungo pertencente à família Clavulinaceae.